# Ровон
Ровон (фр. Rovon) — коммуна во Франции, находится в регионе Рона — Альпы. Департамент коммуны — Изер. Входит в состав кантона Сюд Грезиводан. Округ коммуны — Гренобль.
Код INSEE коммуны — 38345. Население коммуны на 2012 год составляло 599 человек. Населённый пункт находится на высоте от 172 до 1471 метров над уровнем моря. Муниципалитет расположен на расстоянии около 470 км юго-восточнее Парижа, 80 км юго-восточнее Лиона, 21 км западнее Гренобля. Мэр коммуны — Беатрис Женен, мандат действует на протяжении 2014—2020 гг.
Динамика населения (INSEE):